# William E. Humphrey

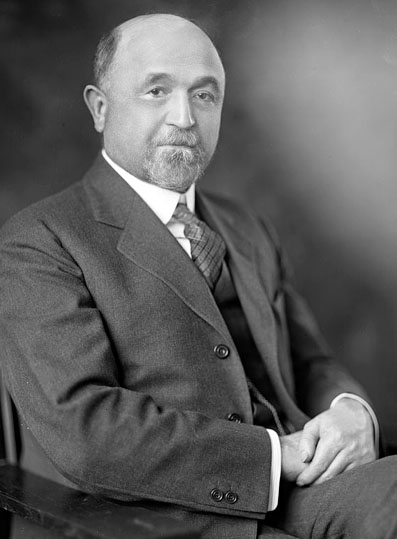
William Humphrey

William Ewart Humphrey (* 31. März 1862 bei Alamo, Montgomery County, Indiana; † 14. Februar 1934 in Washington, D.C.) war ein US-amerikanischer Politiker. Zwischen 1903 und 1917 vertrat er den Bundesstaat Washington im US-Repräsentantenhaus.

## Werdegang
William Humphrey besuchte die öffentlichen Schulen seiner Heimat. Nach einem Jurastudium und seiner im Jahr 1887 erfolgten Zulassung als Rechtsanwalt begann er in Crawfordsville in seinem neuen Beruf zu arbeiten. Im Jahr 1893 zog Humphrey nach Seattle im Bundesstaat Washington, wo er seine Anwaltstätigkeit fortsetzte. Zwischen 1898 und 1902 war er juristischer Berater dieser Stadt.
Politisch schloss sich Humphrey der Republikanischen Partei an. Bei den staatsweit abgehaltenen Kongresswahlen des Jahres 1902 wurde er für das damals neu geschaffene dritte Abgeordnetenmandat des Staates Washington in das US-Repräsentantenhaus in Washington D.C. gewählt. Dort trat er am 4. März 1903 sein neues Mandat an, das er nach zwei Wiederwahlen zunächst bis zum 3. März 1909 wahrnehmen konnte. Bei den Wahlen des Jahres 1908, die nach Wahlbezirken abgehalten wurden, wurde Humphrey im ersten Distrikt seines Staates als Nachfolger von Wesley Livsey Jones erneut in das US-Repräsentantenhaus gewählt. Nach drei Wiederwahlen konnte er bis zum 3. März 1917 im Kongress verbleiben. Insgesamt absolvierte er dort zwischen dem 1903 und 1917 sieben zusammenhängende Legislaturperioden. In dieser Zeit wurden der 16. und der 17. Verfassungszusatz verabschiedet.
1916 verzichtete Humphrey zu Gunsten einer dann erfolglosen Kandidatur für den US-Senat auf eine mögliche Wiederwahl in das Repräsentantenhaus. In den folgenden Jahren arbeitete er wieder als Anwalt in Seattle. Im Februar 1925 wurde er von Präsident Calvin Coolidge in die Bundeshandelskommission berufen. Dort verblieb er bis zu seiner Entlassung durch Präsident Franklin D. Roosevelt im September 1933. Humphrey zog gegen diese Maßnahme vor Gericht und erhielt im Jahr 1935 Recht – allerdings posthum, denn er war bereits am 14. Februar 1934 in der Bundeshauptstadt Washington verstorben. Er wurde in Crawfordsville beigesetzt.